# Tonje Larsen
Tonje Larsen, född 26 januari 1975 i Tønsberg, är en norsk tidigare handbollsspelare (mittnia).
Hon tog OS-guld i damernas turnering i samband med de olympiska handbollstävlingarna 2008 i Peking och OS-brons i damernas turnering i samband med de olympiska handbollstävlingarna 2000 i Sydney.

## Klubbar
- Larvik HK (1993–1998)
- Viborg HK (1998–1999)
- Larvik HK (1999–2015)